# رشته‌های میانی
رشته‌های میانی (IF) (به انگلیسی: Intermediate Filaments) مؤلفه‌های ساختاری از اسکلت سلولی اند که در مهره‌داران و بسیاری از بی‌مهرگان یافت می‌شوند. در بی‌مهرهٔ سرطناب‌داری به نام آبشش‌دهان، هم‌ساخت‌هایی از پروتئین IF شناسایی شده‌است.
رشته‌های میانی از خانواده پروتئین‌های بهم مرتبطی ترکیب شده‌اند که در ساختارها و توالی‌هایشان ویژگی‌های مشترکی دارند. در ابتدا این پروتئین‌ها را 'میانی' نام نهادند، چرا که قطر میانگینشان (۱۰ نانومتر) بین ریزرشته (اکتین) و رشته‌های میوزین پهن‌تر قرار داشته و در سلول‌های عضلانی یافت می‌گردند. اکنون قطر رشته‌های میانی اغلب با ریزرشته‌های اکتین (7nm) و ریزلوله (25nm) مقایسه می‌گردند. رشته‌های میانی حیوانی برحسب شباهت در توالی آمینواسیدی و ساختار پروتئینیشان به ۶ زیر رده دسته‌بندی می‌گردند. بسیاری از این انواع، سیتوپلاسمی اند، اما نوع ۵م آن یک لامین هسته‌ای‌ است. برعکس ریزلوله‌ها، توزیع IF در سلول‌ها هیچ همبستگی مناسبی را با توزیع میتوکندری‌ها یا شبکه‌های آندوپلاسمی از خود نشان نمی‌دهند.